# Saint-Christophe-du-Luat
Saint-Christophe-du-Luat là một xã của tỉnh Mayenne, thuộc vùng Pays de la Loire, tây bắc nước Pháp.